# Otto Schaumann (Fußballspieler)
Otto Schaumann (* 10. Januar 1948) ist ein ehemaliger deutscher Fußballspieler.
Am 5. Spieltag der Saison 1976/77 am 4. September 1976 gab Otto Schaumann für den BSV 07 Schwenningen in der 2. Bundesliga Süd beim 1:1-Unentschieden gegen die SV Waldhof Mannheim sein Profidebüt. Am Ende dieser Spielzeit stieg er mit Schwenningen als Tabellenletzter ab. Als Schaumann am letzten Spieltag der Spielzeit 1976/77 für den BSV Schwenningen beim 2:2-Unentschieden gegen den FK Pirmasens zu seinem 24. Saisoneinsatz kam, absolvierte er seinen letzten Profieinsatz.